# Xenotrachea niphonica
Xenotrachea niphonica är en fjärilsart som beskrevs av Kishida och Yoshimoto 1979. Xenotrachea niphonica ingår i släktet Xenotrachea och familjen nattflyn. Inga underarter finns listade i Catalogue of Life.